# Perth Oval
 (avril 2025).
Le Perth Oval, officiellement appelé nib Stadium, est un stade situé à Perth, en Australie. Il a été inauguré en 1904. Des rénovations ont été faites en 2004. Actuellement, sa capacité est de 25 000 places pour les concerts et de 20 500 places pour les matchs de sport.

## Équipes résidentes et sports pratiqués
Il accueille principalement des matchs de Championnat d'Australie de football du Perth Glory FC, équipe de l'Australie occidentale appartenant à l'A-League. Le stade a accueilli aussi l'équipe des WA Reds, une équipe professionnelle de rugby à XIII. C'est aussi un terrain de rugby à XV : l'équipe de Perth de Super 15, la Western Force, y joue ses matchs à domicile depuis 2010.

## Évènements
- Coupe du monde de rugby à XIII 2017
- Coupe du monde féminine de football 2023